# 巴拉希萨尔起义
巴拉希萨尔起义（Bala Hissar uprising）是发生于1979年8月5日的起义，地点是阿富汗喀布尔南部边缘的历史要塞巴拉希萨尔。叛乱分子以及反叛的阿富汗陆军军官渗透并占领了这座堡垒。他们被人民派政府的米格飞机和大炮坦克无情地轰炸和攻击。
起义由信仰马克思主义（但反对人民派）的阿富汗人民革命团体的法伊兹·艾哈迈德指挥，由阿富汗圣战者自由战士阵线设计，这是由反政府的毛主义者和温和伊斯兰主义者组成的统一战线。 它计划成为主要军队驻地和基地的一系列起义中的首义，目标是对执政的阿富汗人民民主党/人民派政府施加军事和政治打击，并为军事政变铺平道路。
经过五小时战斗，数十名毛派干部被杀并被捕，政府迅速收回了控制权。一些阿富汗人民革命团体中央委员会成员如Mohammad Mohsin、穆罕默德·达乌德和其他人在Pul-e-Charkhi监狱被处决。政府载有扬声器的卡车在喀布尔周围驱逐车辆，宣布其军事行动是对一个反对“人民政权”的国际帝国主义阴谋的报复。
除赫拉特起义外，巴拉希萨尔叛乱是1979年整个阿富汗发生的许多起义中最重要的一次。